# یوستنوو (شهرستان سوکوووف)
یوستنوو (به لهستانی:  Justynów) یک روستا در لهستان است که در گمینا سوکوووف پودلاسکی واقع شده‌است.